# NSTゴールデンニュース
『NSTゴールデンニュース』は、2015年3月29日まで新潟総合テレビで夜に放送されていた新潟県ローカルのニュース番組。ハイビジョン制作（ハイビジョン放送は地上デジタル放送のみで実施）。

## 概要
NSTの社屋が長岡市にあった時から放送されていた。番組タイトルはゴールデンタイムに由来する。
その日のニュースを1本だけ伝えるストレートニュース形式で、金曜日のみニュースの後に天気予報を伝える。

## 放送時間
- 日曜日 - 木曜日 21:54 - 22:00、金曜日 22:52 - 23:00 （放送時間は番組の構成などによって異なる）

## スタジオ
スタジオは『NSTニュース』と同じスタジオである。

## キャスター
主に女性キャスターが担当していた。